# Janssens covid-vaccin
Janssens covid-vaccin är ett covid-19-vaccin som utvecklats 2020 av Janssen Pharmaceutical Companies of Johnson & Johnson, en del av Johnson & Johnson, i samarbete med "Biomedical Advanced Research and Development Authority" (BARDA), del av USA:s hälso- och socialdepartement, och Beth Israel Deaconess Medical Center i Boston i Massachusetts i USA. Medan vaccinet ännu bara var en vaccinkandidat under utveckling användes arbetsnamnet Ad26.COV2.S. 
Janssens covidvaccin använder adenovirus som vektor, en teknik i vilken adenovirusets har modifierats genetiskt så att viruset inte längre kan reproduceras i människa eller orsaka sjukdom. Det är avsett att ges i antingen en eller två doser och kan förvaras i kylskåp.
Forskningen påbörjades i januari 2020. Under våren samma år meddelade Janssen att företaget valt ut kandidaten Ad26.COV2.S för fortsatta försök. För vaccinet har Janssen använt samma tekink som företaget redan använt för att ta fram ebolavaccin. Fas III-studier på en respektive två doser genomfördes under hösten 2020. (Resultat av fas III-studie ännu ej publicerat per mitten av december 2020).
I oktober 2020 ingick EU förhandsavtal med Johnson & Johnson om leverans från Janssen Pharmaceutical Companies av 200 miljoner doser av dess COVID-19-vaccin till EU:s medlemsländer, under förutsättning att det skulle bli godkänt av relevanta myndigheter. Europeiska läkemedelsmyndigheten (EMA) påbörjade löpande granskning den 1 december 2020.
Vaccinet godkändes i slutet av februari 2021 av amerikanska Food and Drug Administration, och blev då det tredje covid-19-vaccin som godkänts i USA. Det godkändes för akutanvändning för personer över 18 av Europeiska läkemedelsmyndigheten i mars 2021, som det fjärde godkända i EU.
Juni 2021 användes vaccinet i 26 länder.